# Černihivska (stanice metra v Kyjevě)
Černihivska (ukrajinsky Чернігівська, Černihivska) je stanice kyjevského metra na Svjatošynsko-Brovarské lince. Stanice se jmenuje Černihivska nikoliv podle ulice Černihivské, která se nachází u stanice Livoberežna, nýbrž kvůli Brovarskému prospektu, který se jako dálnice M01 stáčí směrem na město Černihiv.

## Charakteristika
Stanice je nadzemní, její ostrovní nástupiště měří 101 metrů a jako jediná z nadzemních stanice má vodorovné nástupiště.
Stanice má dva východy, oba východy ústí na ulici Hnata Chotkevyča a zastávkám tramvají. Východy jsou s nástupištěm propojeny schodištěm.